# Целувката на убиеца
„Целувката на убиеца“ е американски криминален филм ноар от 1955 г.
Стенли Кубрик режисира продукцията и пише сценария заедно с Хауърд Саклър. Това е вторият пълнометражен филм на Кубрик след дебюта му със „Страх и желание“ през 1953 г. Ролите се изпълняват от Джейми Смит, Ирен Кейн и Франк Силвера.

## Сюжет
Сюжетът на филма се развива около Дейви Гордън (Джейми Смит), 29-годишен, Нюйоркски боксьор към края на кариерата си и връзката със съседката му Глория Прайс (Ирен Кейн) и агресивният ѝ работодател Винсент Рапало (Франк Силвера).

## Продукция
За финансирането на първия си филм, Кубрик се обръща към чичо си Мартин Первелер, който притежава верига от аптеки в Лос Анджелис. Режисьорският дебют на Кубрик не е печеливш и чичо му не взича участие във финансирането на втория му филм. Въпреки това Кубрик успява да набере нужните средства чрез семейство, познати и приятели. Повечето от първоначалния бюджет е покрит от Морис Босел, фармацевт от Бронкс, който получава е споменат във финалните надписи като копродуцент.
Снимките започват със звук, записан на мястото на снимките, каквато е популярната практика в Холивуд по това време. Малко след това обаче, Кубрик забелязва, че микрофонът пречи на осветителната му схема. Звуковият решисьор е уволнен, а филма е узвочен изцяло след края на снимките, както при първия филм на Кубрик.
Ролята на художественный директор изпълнява Рут Соботка, по това време все още женена за Кубрик. Тя е включена и в дълга танцува сцена, играейки ролята на Ирис.
Против волята на Кубрик, Юнайтед Артистс, изисква филма да бъде презаснет с щастлив край. Компанията плаща $100 000 за филма и се съгласява да осигури още $100 000 за следващия проект на Кубрик.